# If You'd Only Believe
If You'd Only Believe는 록샌 시먼(Roxanne Seeman), 빌리 휴스(Billie Hughes), 저메인 잭슨(Jermaine Jackson)이 만든 곡이다. "If You Only Believe" 혹은 "Only Believe" 라고도 불리는 이 곡은 마이클 오마시언(Michael Omartian) 이 프로듀스한 잭슨스(The Jacksons or 잭슨 파이브(The Jackson Five)) 의 ‘2300 잭슨 스트리트(2300 Jackson Street)’ 앨범에 수록되었다.
이 곡은 ‘잭슨 패밀리 아너스(Jackson Family Honors)’라는 라스베이거스(Las Vegas)에서 열린 TV쇼의 대단원을 장식했다. 마이클 잭슨(Michael Jackson) 도 그의 가족 및 유명 인사 초대 손님과 더불어 이 노래를 불렀다. 초대 손님 중에는 셀린 디온(Celine Dion), 브루스 혼스비(Bruce Hornsby), 글래디스 나이트(Gladys Knight), 디온 워윅(Dionne Warwick) 등이 있었다. 이 프로그램은 녹화 이후 NBC에 3일 동안 방영되었다.
이 곡의 또 다른 버전은 워너 브라더스(Warner Bros.)에서 1991년에 발매된 랜디 크로퍼드(Randy Crawford)의 ‘사랑의 눈을 통해(Through The Eyes of Love)’ 앨범에 삽입되기도 했다.

## 텔레비전 공연
- Another World (TV series)|Another World - recording by Billie Hughes
- The Guiding Light - recording by Billie Hughes
- As the World Turns - recording by Billie Hughes

## 다른 버전
- 빌리 휴스가 이 노래를 몇몇 TV 프로에서 공연한 바 있다.
- 랜디 크로퍼드(Randy Crawford)가 1991년에 발매된 시먼의 <Through The Eyes Of Love>[9] 앨범에 수록되어 있는 "If You'd Only Believe"[9]를 녹음한 바 있다.